# Astathes straminea
Astathes straminea là một loài bọ cánh cứng trong họ Cerambycidae.